# Ikaruga-dera

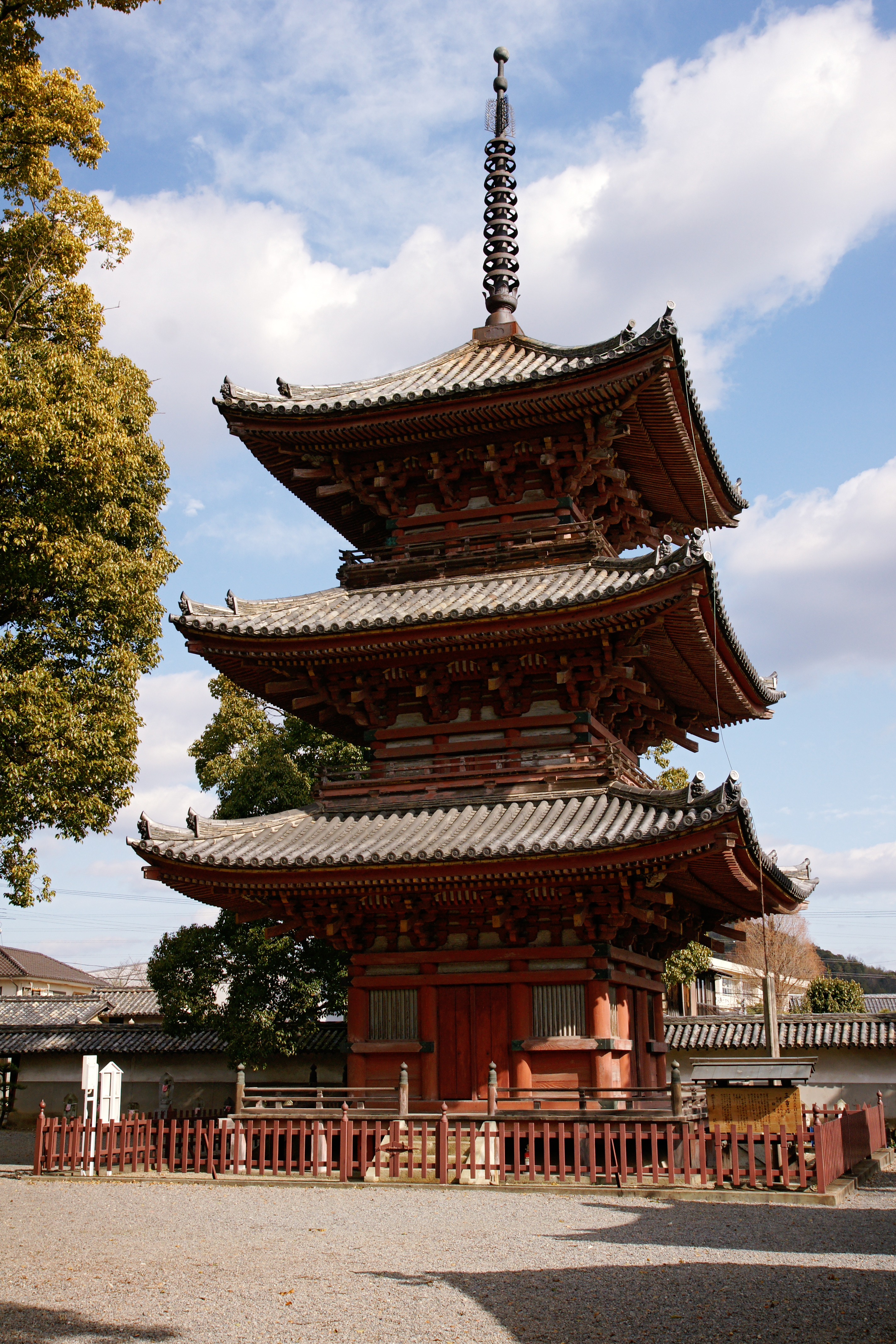
Dreistöckige Pagode

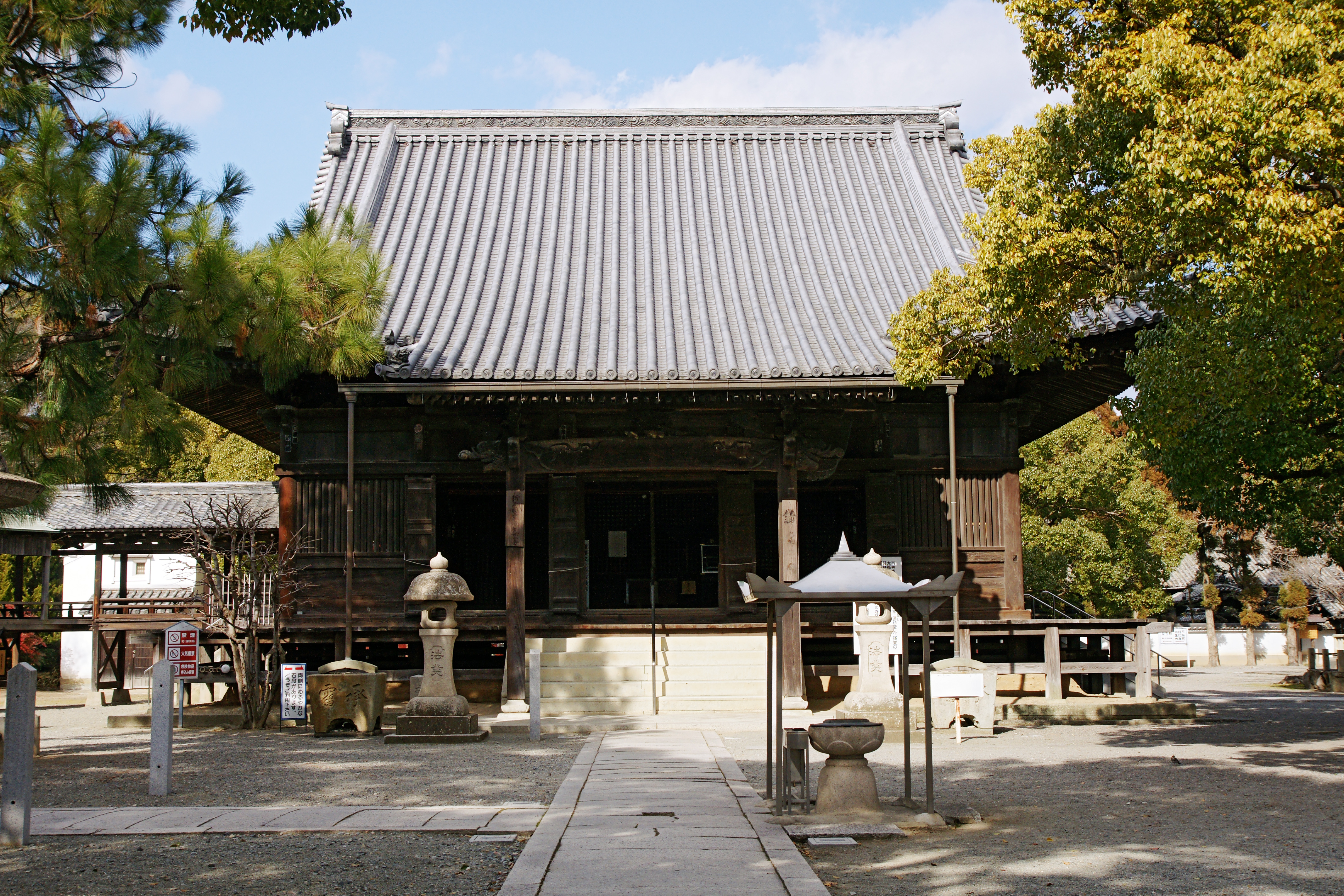
Lehrhalle

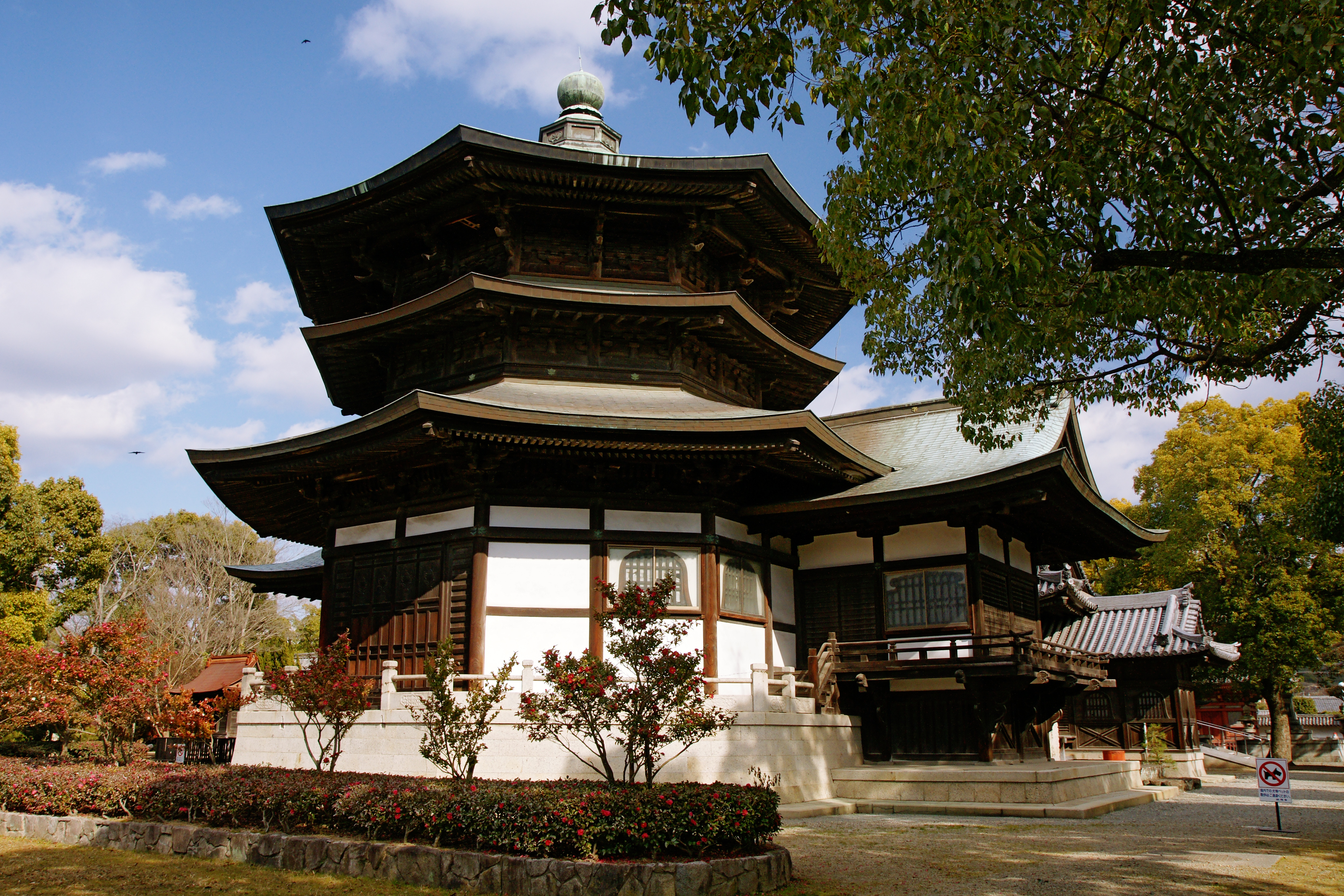
Achteckige Shōtoku-Halle

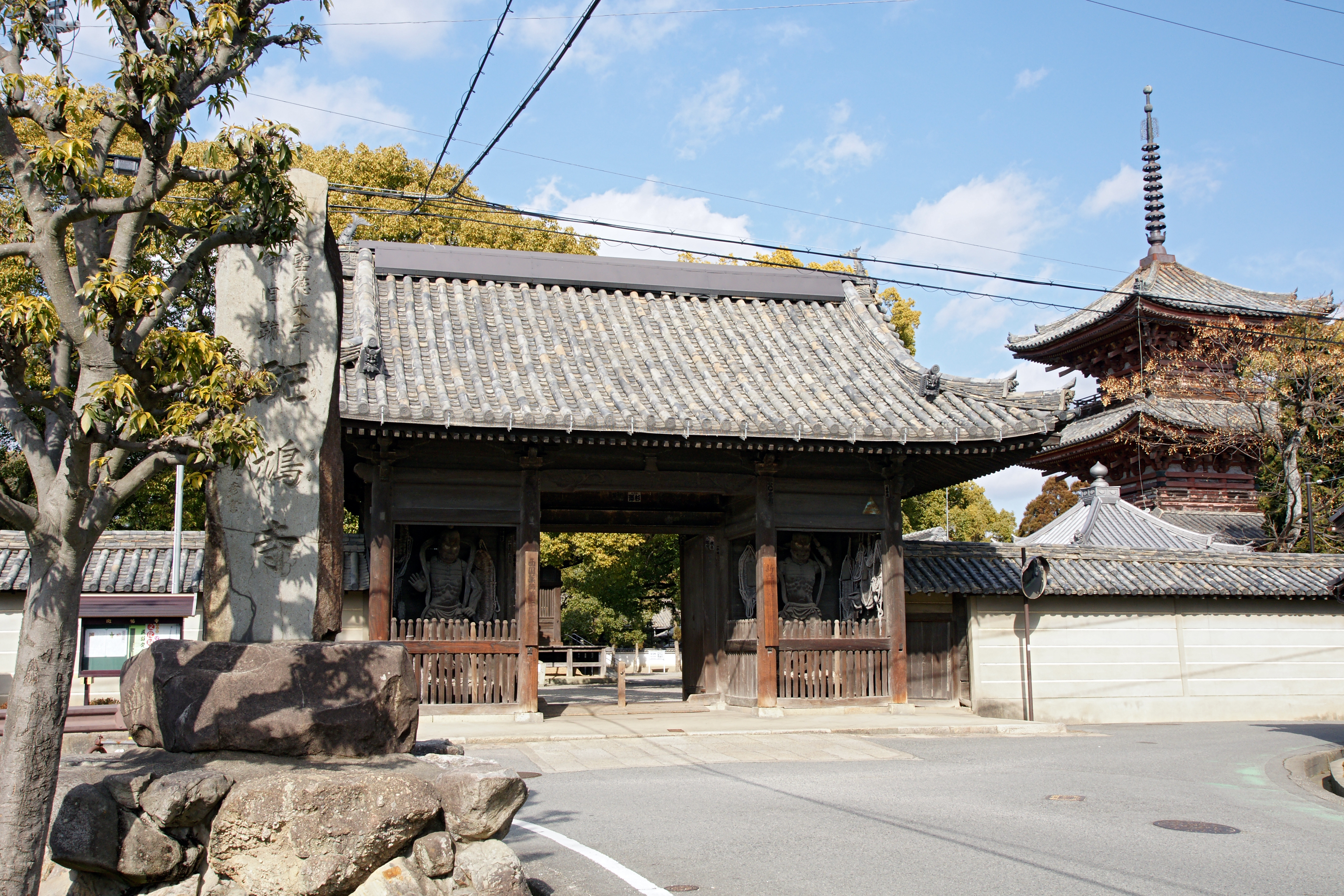
Das Niō-Tempeltor

Der Ikaruga-dera (japanisch 斑鳩寺) ist ein Tempel der Tendai-Richtung des Buddhismus in Taishi (Präfektur Hyōgo).

## Geschichte
Dieser Tempel wurde von Shōtoku im Jahr 598 mit Unterstützung des Kaisers Suiko als Zweigtempel des Hōryū-ji angelegt. Dabei orientierte er sich an dem Landaufteilungssystems Jōrisei (条里制). Nach einem im Jahr 1329 angefertigten Plan war das Tempelgelände an zehn Stellen mit Markierungssteinen (牓示石, Hōji-ishi) gekennzeichnet. Fünf von ihnen konnten verifiziert werden, sie sind als geschichtliche Spuren der Präfektur registriert. Es handelt sich immer um unbehauene Steine verschiedener Größe.
Ursprünglich besaß der Tempel eine ansehnliche klassische „Anlage mit sieben Gebäuden“ (七堂伽藍, Shichidō-garan) und zahlreichen Mönchsklausen, aber während der Akamatsu-Yamana-Streitigkeiten brannte der Tempel 1541 ab. Der Tempel wurde nach und nach wieder aufgebaut, bis er dann um 1565 einigermaßen wiederhergestellt war.

## Die Anlage
- Der vordere Shōtoku-Halle (聖徳殿前殿, Shōtoku-den zenden) stammt aus dem Jahre 1551.
- Die Lehrhalle (講堂, Kōdō) wurde 1556 errichtet, 1932 repariert. 1992 erhielt sie ein neues Dach.
- Die dreistöckige Pagode (三重塔, Sanjū-no-tō) ist als wichtiges Kulturgut registriert. Sie wurde von Akamatsu Masahide (赤松正秀; 1510–1870) 1565 wiedererrichtet. 1952 wurde sie auseinandergenommen, repariert und wieder zusammengesetzt.
- die hintere, achteckige Shōtoku-Halle (聖徳殿後殿, Shōtoku-den kōden) wurde erst 1916 wiedererrichtet.

## Schätze des Tempels
Verehrt wird ein sitzender Shaka-Buddha (釈迦如来), dazu die Begleiter, die beiden Heiligen Nikkō (日光菩薩) und Gakkō (月光菩薩). Der Tempel besitzt eine Gruppe der zwölf himmlischen Generäle und eine Ansicht der Shaka mit zwei Begleitern, umgeben von 16 Rakan. Diese Schätze sind als wichtige Kulturgüter registriert. Darüber hinaus besitzt der Tempel zahlreiche weitere Skulpturen und Bilder.